# Altaposten
Altaposten (норв.) («Алтапостен») — ежедневная газета на норвежском языке, издаётся в городе Алта (фюльке Финнмарк, Норвегия). Выходит с понедельника по субботу.
Газета была основана в 1969 году, её первым главным редактором был Эйстейн Далланн (Øystein Dalland). С 1988 года газету возглавлял Ульф Йоргенсен (Ulf Jørgensen), а с 2001 года по настоящее время (2011) — Рольф Эдмунд Лунд (Rolf Edmund Lund).
Тираж в 2010 году составлял 5117 экземпляров.
Altaposten — один из учредителей газеты Ávvir, единственной в мире ежедневной газеты на северносаамском языке (выходит в Финнмарке, офисы газеты находятся в Карасйоке и Кёутукейну).
Газета Altaposten была владельцем саамской газеты Áššu, издававшейся в Кёутукейну. В 2008 году в результате слияния газет Áššu и другой саамской газеты, Min Áigi, издававшейся в Карасйоке, образовалась газета Ávvir, которая стала единственной в мире ежедневной газеты на северносаамском языке (офисы газеты находятся в Карасйоке и Кёутукейну). Altaposten является одним из совладельцем газеты Ávvir, совместно с газетой Finnmark Dagblad и другими совладельцами.